# Un cœur pour la paix
 (octobre 2022).
Un cœur pour la paix est une ONG française. Cette organisation aide les peuples israéliens et palestiniens dans le domaine de la santé et de l’éducation, affirmant qu’un enfant, quelle que soit son origine, est une cause à placer au-delà des discordes et des partis pris,. Son siège se trouve à Paris, en France.

## Historique
En mai 2005, un groupe de médecins français rencontre en Israël le Pr Jean-Jacques Azaria Rein, chef de service de cardiologie pédiatrique de l’hôpital Hadassah, qui explique : « Il y a beaucoup d’enfants palestiniens souffrant de cardiopathie congénitale en Cisjordanie et à Gaza alors qu’il n’y a pas de service de  chirurgie cardiaque pédiatrique sur place. Donc, il faut les opérer ici. De plus, ils n’ont pas l’équivalent de la sécurité sociale. Et une opération coûte très cher … ».
Un Cœur pour la Paix est née en octobre 2005, lorsqu'un enfant palestinien était opéré d’une malformation cardiaque. Depuis le début, l’hôpital Hadassah finance la moitié de ces interventions chirurgicales tandis que « Un cœur pour la paix » finance l’autre moitié grâce aux dons récoltés.